# 지옥화 (2014년 영화)
"지옥화"는 2014년에 개봉한 대한민국의 영화이다.

## 캐스팅
- 원태희 : 지월 역
- 차승민 : 연화 / 연서 역
- 김헌 : 용해 역
- 송진열 : 목사 역
- 이용녀 : 지월 모 역
- 이태림 : 지원 역
- 이홍내 : 지석 역
- 김현욱 : 연화남편 역
- 김경미 : 여신도 역
- 이상우 : 광신도 1 역